# Pogrzeb Jana Pawła II

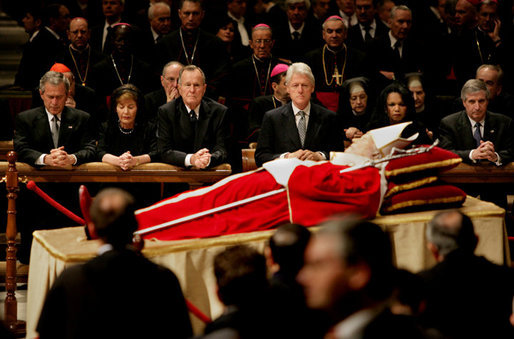
Ciało Jana Pawła II, wystawione w bazylice św. Piotra; w tle widać prezydentów USA: George’a W. Busha (z żoną Laurą), George’a H.W. Busha i Billa Clintona oraz sekretarz stanu Condoleezzę Rice i Andy’ego Carda

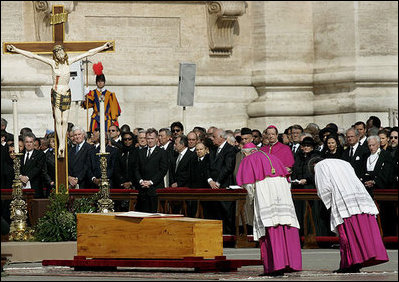
Mistrz papieskich ceremonii liturgicznych Piero Marini oddaje cześć przed trumną papieża Jana Pawła II

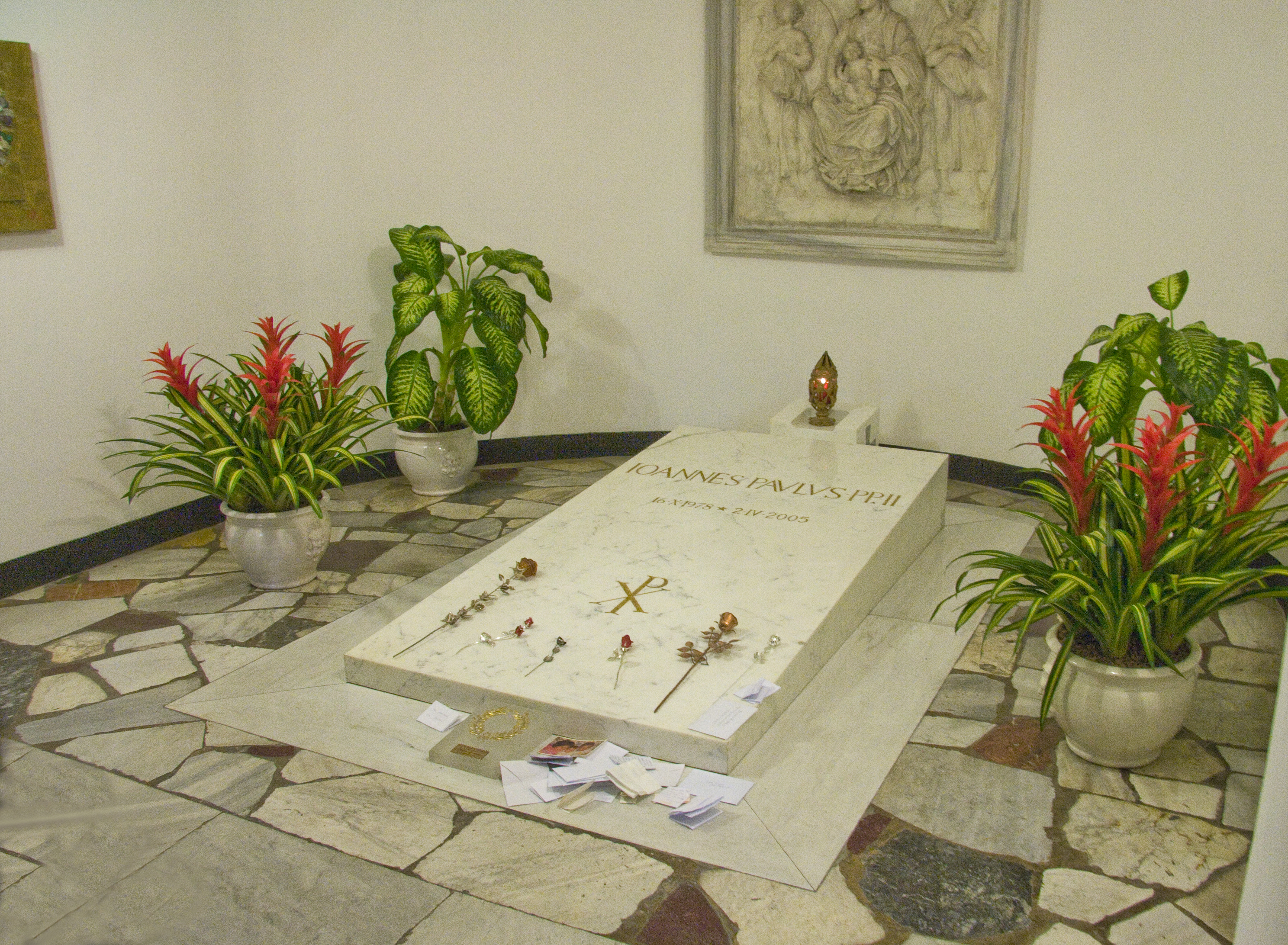
Grobowiec w Grotach Watykańskich (pierwsze miejsce spoczynku Jana Pawła II)

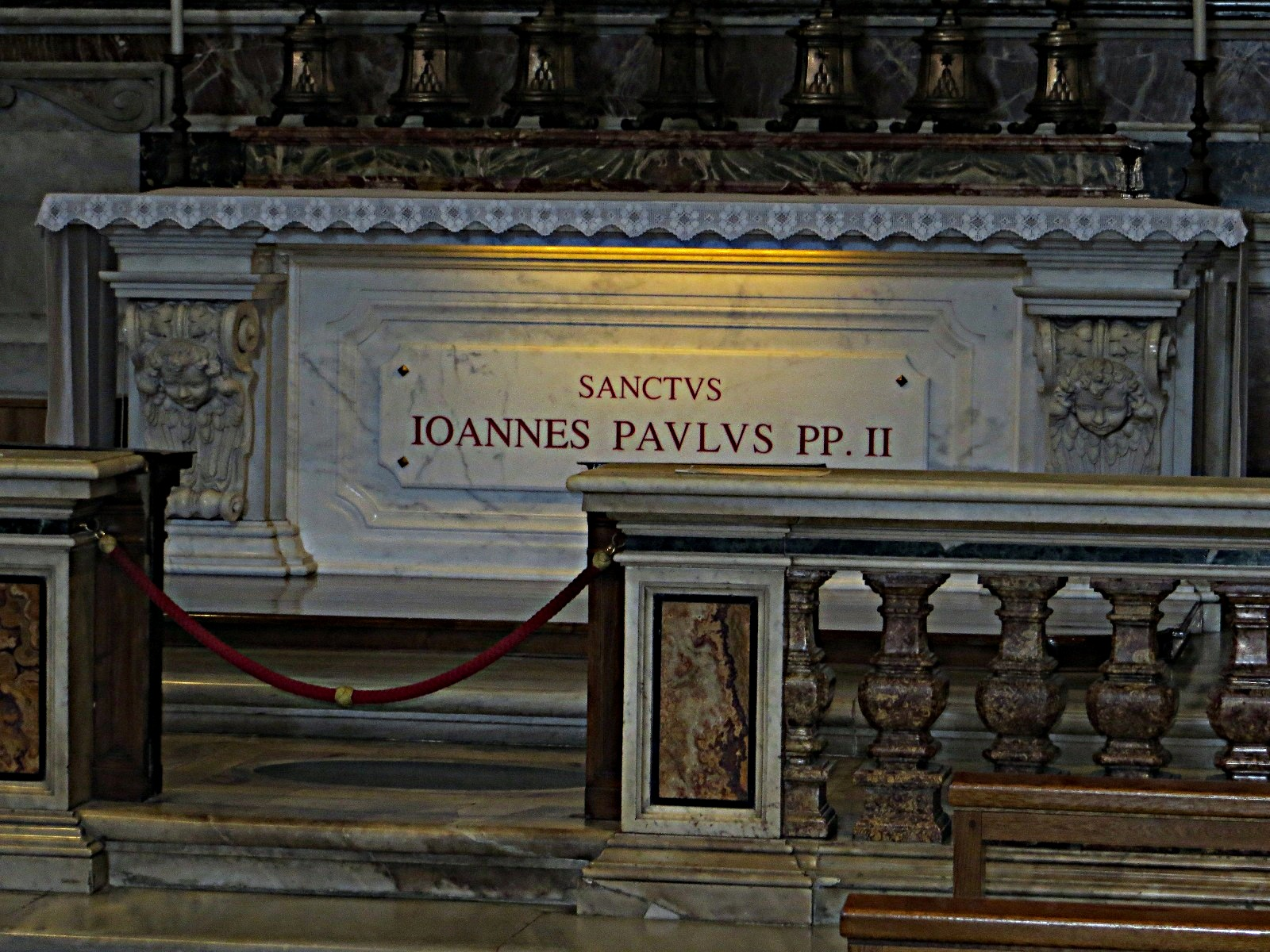
Grób Jana Pawła II w Kaplicy św. Sebastiana

Pogrzeb Jana Pawła II odbył się w Watykanie w piątek 8 kwietnia 2005, sześć dni po śmierci papieża. Pogrzeb był jednym z największych zgromadzeń chrześcijan w historii świata. Na ceremonię przybyło do Rzymu 2-4 milionów ludzi (niektóre źródła mówiły o około 5 milionach pielgrzymów), ponadto w wielu krajach świata odbyły się lokalne uroczystości żałobne. W pogrzebie uczestniczyło 4 królów, 5 królowych, ponad 70 prezydentów państw reprezentujących kraje z różnych zakątków globu. Nabożeństwo prowadzone było w języku łacińskim; modlono się również po włosku, francusku, polsku, niemiecku, w języku suahili, tagalskim i po portugalsku.

## Delegacje
Kolegium Kardynałów wystosowało oficjalne zaproszenia do wszystkich szefów państw i rządów na świecie. Ponad 200 zagranicznych przywódców wyraziło chęć uczestniczenia w mszy żałobnej. Wśród najbardziej znanych przywódców świata byli: prezydent Stanów Zjednoczonych, byli prezydenci Stanów Zjednoczonych, premier Włoch, obecni i byli prezydenci Brazylii, prezydent, premier i były prezydent Polski, prezydent Francji, prezydent Irlandii, premier Irlandii, król i królowa Hiszpanii, król i królowa Belgii, premier Wielkiej Brytanii, kanclerz i prezydent Niemiec, książę Walii, premier Kanady, król i królowa Jordanii, prezydent Afganistanu, sekretarz generalny Organizacji Narodów Zjednoczonych, prezydent Iranu, prezydent Izraela oraz pary królewskie z Danii, Szwecji i Norwegii.
Pogrzeb Jana Pawła II zgromadził największą w czasach współczesnych liczbę dostojników i pielgrzymów.

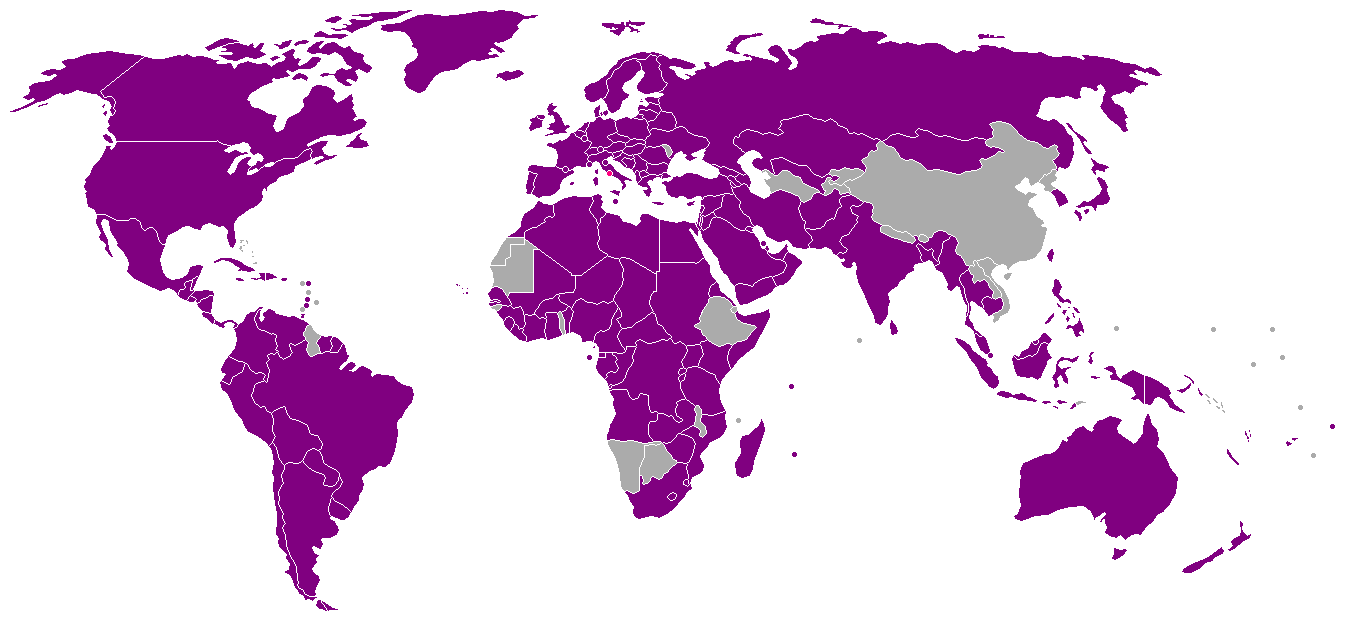
Państwa których oficjalne delegacje przybyły na pogrzeb Jana Pawła II

### Oficjalna polska delegacja
Polska oficjalna delegacja biorąca udział w uroczystościach pogrzebowych Jana Pawła II liczyła 10 osób. W jej skład weszli: prezydent Aleksander Kwaśniewski z małżonką, premier Marek Belka, marszałek Sejmu Włodzimierz Cimoszewicz, marszałek Senatu Longin Pastusiak, były prezydent Lech Wałęsa z małżonką, były premier Tadeusz Mazowiecki, były marszałek Sejmu Wiesław Chrzanowski i ambasador Polski w Watykanie (była premier) Hanna Suchocka.
W uroczystościach pogrzebowych wzięła ponadto udział około 240-osobowa delegacja polskiego Sejmu i Senatu (koszty związane z wyjazdem ponieśli wyjeżdżający).
Zaproszeni goście zajęli miejsca przygotowane alfabetycznie – według pisowni nazwy ich kraju i według ułożonego wcześniej protokołu dyplomatycznego. Największe delegacje – władz włoskich i polskich – siedziały w pierwszych rzędach.

## Przebieg uroczystości pogrzebowych
Uroczystości rozpoczęły się o godz. 10.00.
Trumnę z prostych desek z drewna cyprysowego (symbolu nieśmiertelności) ustawiono wprost na rozłożonym na bruku Placu Świętego Piotra dywanie.
Mszy świętej – koncelebrowanej przez 140 kardynałów oraz patriarchów katolickich Kościołów wschodnich – przewodniczył dziekan Kolegium Kardynalskiego, kardynał Joseph Ratzinger (który 11 dni później został następcą zmarłego papieża). Uczestniczyło w niej na placu św. Piotra ok. 300 tysięcy wiernych, w tym wielu Polaków (uruchomiono specjalne pociągi z Polski do Rzymu, by umożliwić wiernym dojazd na uroczystości) oraz ponad 200 prezydentów i premierów, a także przedstawiciele różnych religii światowych, w tym duchowni islamscy i żydowscy. Wielu zgromadzonych na uroczystości ludzi miało ze sobą transparenty z napisem Santo subito (pol. „święty natychmiast”).
W całym Rzymie przed ekranami rozstawionymi w wielu miejscach miasta zgromadziło się 5 mln ludzi, w tym ok. 1,5 mln Polaków.
Procesji z trumną przewodniczył kardynał kamerling Eduardo Martínez Somalo. W krypcie Jana XXIII w Grotach Watykańskich trumnę złożono w drugiej, cynkowej, którą szczelnie zalutowano, a tę w trzeciej – wykonanej z drewna orzechowego. Do trumny został włożony woreczek z medalami wybitymi w czasie pontyfikatu Jana Pawła II oraz umieszczony w ołowianym pojemniku akt, na którym opisano najważniejsze fakty z okresu jego pontyfikatu. Trumny zostały opatrzone watykańskimi pieczęciami. W złożeniu trumny uczestniczyli jedynie najbliżsi współpracownicy papieża – arcybiskupi Stanisław Dziwisz i Piero Marini.

## Grób papieża Jana Pawła II
Grobowiec Jana Pawła II początkowo był umiejscowiony w krypcie w podziemiach bazyliki Świętego Piotra, w pobliżu miejsca, gdzie według tradycji ma znajdować się grobowiec św. Piotra. Po uroczystościach związanych z beatyfikacją Jana Pawła II, 30 kwietnia 2011 trumna ze szczątkami Jana Pawła II została złożona w kaplicy Świętego Sebastiana bazyliki Świętego Piotra, tuż obok kaplicy ze słynną pietą watykańską Michała Anioła. Trumnę przykryto płytą z białego marmuru, na której widniał napis: „Beatus Ioannes Paulus PP. II”. Nowy grób został udostępniony dla wiernych o godz. 7:00 3 maja 2011. Poprzednia płyta nagrobna, po obrzędach beatyfikacyjnych w 2011, została złożona w kościele św. Jana Pawła II w krakowskim Centrum Jana Pawła II „Nie lękajcie się”. W dzień uroczystości związanych z kanonizacją Jana Pawła II, 27 kwietnia 2014 na płycie grobowca zamieszczono nowy napis: „Sanctus Ioannes Paulus PP. II” - Święty Jan Paweł II Papież.